# Élections législatives de 1973 en Seine-et-Marne
Les élections législatives françaises de 1973 se déroulent les 4 et 11 mars 1973. Dans le département de Seine-et-Marne, cinq députés sont à élire dans le cadre de cinq circonscriptions.

## Élus
| Circonscription | Député sortant   | Parti | Parti | Député élu ou réélu | Parti | Parti |
| --------------- | ---------------- | ----- | ----- | ------------------- | ----- | ----- |
| 1re             | Marc Jacquet     |       | UDR   | Alain Vivien        |       | PS    |
| 2e              | Guy Rabourdin    |       | UDR   | Gérard Bordu        |       | PCF   |
| 3e              | Bertrand Flornoy |       | UDR   | Bertrand Flornoy    |       | UDR   |
| 4e              | Alain Peyrefitte |       | UDR   | Alain Peyrefitte    |       | UDR   |
| 5e              | Didier Julia     |       | UDR   | Didier Julia        |       | UDR   |

## Résultats

### Résultats à l'échelle du département
| Parti                 | Parti                                       | Premier tour | Premier tour | Second tour | Second tour | Sièges |
| Parti                 | Parti                                       | Voix         | %            | Voix        | %           | Sièges |
| --------------------- | ------------------------------------------- | ------------ | ------------ | ----------- | ----------- | ------ |
|                       | Parti communiste français                   | 66 367       | 21,31        | 78 697      | 25,59       | 1      |
|                       | Parti socialiste                            | 55 511       | 17,83        | 60 227      | 19,59       | 1      |
|                       | Parti socialiste unifié                     | 8 145        | 2,62         |             |             | 0      |
|                       | Union de la gauche                          | 130 023      | 41,75        | 138 924     | 45,18       | 2      |
|                       |                                             |              |              |             |             |        |
|                       | Union des démocrates pour la République     | 115 677      | 37,15        | 157 306     | 51,16       | 3      |
|                       | Républicains indépendants                   | 5 115        | 1,64         |             |             | 0      |
|                       | Centre démocratie et progrès                | 1 594        | 0,51         | 0           |             |        |
|                       | Divers droite                               | 1 493        | 0,48         | 0           |             |        |
|                       | Union des républicains de progrès           | 123 879      | 39,78        | 157 306     | 51,16       | 3      |
|                       |                                             |              |              |             |             |        |
|                       | Mouvement réformateur                       | 47 802       | 15,35        | 11 256      | 3,66        | 0      |
|                       | Extrême gauche                              | 7 404        | 2,38         |             |             | 0      |
|                       | Centre national des indépendants et paysans | 2 307        | 0,74         | 0           |             |        |
|                       |                                             |              |              |             |             |        |
| Inscrits              | Inscrits                                    | 385 696      | 100,00       | 385 522     | 100,00      | 5      |
| Abstentions           | Abstentions                                 | 67 868       | 17,6         | 66 767      | 17,32       |        |
| Votants               | Votants                                     | 317 828      | 82,4         | 318 755     | 82,68       |        |
| Blancs et nuls        | Blancs et nuls                              | 6 413        | 2,02         | 11 269      | 3,54        |        |
| Exprimés              | Exprimés                                    | 311 415      | 97,98        | 307 486     | 96,46       |        |
| Source : Data.gouv.fr |                                             |              |              |             |             |        |

### Résultats par circonscription

#### Première circonscription (Melun)
| Candidat       | Candidat             | Parti          | Premier tour | Premier tour | Second tour | Second tour |  |
| Candidat       | Candidat             | Parti          | Voix         | %            | Voix        | %           |  |
| -------------- | -------------------- | -------------- | ------------ | ------------ | ----------- | ----------- |  |
|                | Marc Jacquet sortant | UDR (URP)      | 29 614       | 35,56        | 36 504      | 43,05       |  |
|                | Pierre Lespiat       | CD (MR)        | 17 389       | 20,88        | 11 256      | 13,27       |  |
|                | Alain Vivien élu     | PS (UGSD)      | 16 718       | 20,07        | 37 036      | 43,68       |  |
|                | Raymond Pingault     | PCF            | 15 155       | 18,2         | Retrait     | Retrait     |  |
|                | Jean-Jacques Bernard | PSU            | 2 906        | 3,49         |             |             |  |
|                | Alain Bobbio         | LCR            | 1 505        | 1,81         |             |             |  |
|                |                      |                |              |              |             |             |  |
| Inscrits       | Inscrits             | Inscrits       | 103 680      | 100,00       | 103 636     | 100,00      |  |
| Abstentions    | Abstentions          | Abstentions    | 18 668       | 18,01        | 17 626      | 17,01       |  |
| Votants        | Votants              | Votants        | 85 012       | 81,99        | 86 010      | 82,99       |  |
| Blancs et nuls | Blancs et nuls       | Blancs et nuls | 1 725        | 2,03         | 1 214       | 1,41        |  |
| Exprimés       | Exprimés             | Exprimés       | 83 287       | 97,97        | 84 796      | 98,59       |  |

#### Deuxième circonscription (Chelles)
| Candidat       | Candidat              | Parti          | Premier tour | Premier tour | Second tour | Second tour |  |
| Candidat       | Candidat              | Parti          | Voix         | %            | Voix        | %           |  |
| -------------- | --------------------- | -------------- | ------------ | ------------ | ----------- | ----------- |  |
|                | Guy Rabourdin sortant | UDR (URP)      | 22 928       | 33,88        | 32 309      | 48,54       |  |
|                | Gérard Bordu élu      | PCF            | 18 803       | 27,79        | 34 253      | 51,46       |  |
|                | André Lhomme          | PS (UGSD)      | 11 767       | 17,39        | Retrait     | Retrait     |  |
|                | Michel Oger           | MR             | 10 015       | 14,8         |             |             |  |
|                | Raymond Gladieux      | LCR            | 2 265        | 3,35         |             |             |  |
|                | Yves Letty            | PSU            | 1 888        | 2,79         |             |             |  |
|                |                       |                |              |              |             |             |  |
| Inscrits       | Inscrits              | Inscrits       | 83 347       | 100,00       | 83 309      | 100,00      |  |
| Abstentions    | Abstentions           | Abstentions    | 14 373       | 17,24        | 13 769      | 16,53       |  |
| Votants        | Votants               | Votants        | 68 974       | 82,76        | 69 540      | 83,47       |  |
| Blancs et nuls | Blancs et nuls        | Blancs et nuls | 1 308        | 1,9          | 2 978       | 4,28        |  |
| Exprimés       | Exprimés              | Exprimés       | 67 666       | 98,1         | 66 562      | 95,72       |  |

#### Troisième circonscription (Meaux)
| Candidat       | Candidat                       | Parti          | Premier tour | Premier tour | Second tour | Second tour |  |
| Candidat       | Candidat                       | Parti          | Voix         | %            | Voix        | %           |  |
| -------------- | ------------------------------ | -------------- | ------------ | ------------ | ----------- | ----------- |  |
|                | Bertrand Flornoy sortant réélu | UDR (URP)      | 21 871       | 38,15        | 31 181      | 56,22       |  |
|                | Raymonde Renard                | PCF            | 11 873       | 20,71        | 24 282      | 43,78       |  |
|                | Robert Le Foll                 | PS (UGSD)      | 11 319       | 19,74        | Retrait     | Retrait     |  |
|                | Bernard Rousseau               | MR             | 8 789        | 15,33        | Retrait     | Retrait     |  |
|                | Françoise Bazire               | LO             | 1 981        | 3,46         |             |             |  |
|                | Bernard Giraud                 | Divers droite  | 942          | 1,64         |             |             |  |
|                | Xavier Schuhler                | Divers droite  | 551          | 0,96         |             |             |  |
|                |                                |                |              |              |             |             |  |
| Inscrits       | Inscrits                       | Inscrits       | 71 930       | 100,00       | 71 929      | 100,00      |  |
| Abstentions    | Abstentions                    | Abstentions    | 13 240       | 18,41        | 13 270      | 18,45       |  |
| Votants        | Votants                        | Votants        | 58 690       | 81,59        | 58 659      | 81,55       |  |
| Blancs et nuls | Blancs et nuls                 | Blancs et nuls | 1 364        | 2,32         | 3 196       | 5,45        |  |
| Exprimés       | Exprimés                       | Exprimés       | 57 326       | 97,68        | 55 463      | 94,55       |  |

#### Quatrième circonscription (Provins)
| Candidat       | Candidat                       | Parti          | Premier tour | Premier tour | Second tour | Second tour |  |
| Candidat       | Candidat                       | Parti          | Voix         | %            | Voix        | %           |  |
| -------------- | ------------------------------ | -------------- | ------------ | ------------ | ----------- | ----------- |  |
|                | Alain Peyrefitte sortant réélu | UDR (URP)      | 24 166       | 48,09        | 28 189      | 58,3        |  |
|                | Jean Séjourné                  | PCF            | 12 014       | 23,91        | 20 162      | 41,7        |  |
|                | William Ankaoua                | PS (UGSD)      | 5 630        | 11,2         |             |             |  |
|                | Pierre Dulin                   | CD (MR)        | 4 814        | 9,58         |             |             |  |
|                | Bernard Langlois               | PSU            | 1 977        | 3,93         |             |             |  |
|                | Michel Leroy                   | LO             | 1 653        | 3,29         |             |             |  |
|                |                                |                |              |              |             |             |  |
| Inscrits       | Inscrits                       | Inscrits       | 61 342       | 100,00       | 61 291      | 100,00      |  |
| Abstentions    | Abstentions                    | Abstentions    | 10 107       | 16,48        | 10 789      | 17,6        |  |
| Votants        | Votants                        | Votants        | 51 235       | 83,52        | 50 502      | 82,4        |  |
| Blancs et nuls | Blancs et nuls                 | Blancs et nuls | 981          | 1,91         | 2 151       | 4,26        |  |
| Exprimés       | Exprimés                       | Exprimés       | 50 254       | 98,09        | 48 351      | 95,74       |  |

#### Cinquième circonscription (Fontainebleau)
| Candidat       | Candidat                   | Parti          | Premier tour | Premier tour | Second tour | Second tour |  |
| Candidat       | Candidat                   | Parti          | Voix         | %            | Voix        | %           |  |
| -------------- | -------------------------- | -------------- | ------------ | ------------ | ----------- | ----------- |  |
|                | Didier Julia sortant réélu | UDR (URP)      | 17 098       | 32,33        | 29 123      | 55,67       |  |
|                | Victor Prudhomme           | PS (UGSD)      | 10 077       | 19,06        | 23 191      | 44,33       |  |
|                | Yvon L'Helgoualch          | PCF            | 8 522        | 16,12        | Retrait     | Retrait     |  |
|                | Jean-Claude Colli          | MR             | 6 795        | 12,85        | Retrait     | Retrait     |  |
|                | Michel Parent              | RI             | 5 115        | 9,67         |             |             |  |
|                | Jean Deramaix              | CNIP           | 2 307        | 4,36         |             |             |  |
|                | Jacques Nizart             | CDP            | 1 594        | 3,01         |             |             |  |
|                | Pierre Spitéri             | PSU            | 1 374        | 2,6          |             |             |  |
|                |                            |                |              |              |             |             |  |
| Inscrits       | Inscrits                   | Inscrits       | 65 397       | 100,00       | 65 357      | 100,00      |  |
| Abstentions    | Abstentions                | Abstentions    | 11 480       | 17,55        | 11 313      | 17,31       |  |
| Votants        | Votants                    | Votants        | 53 917       | 82,45        | 54 044      | 82,69       |  |
| Blancs et nuls | Blancs et nuls             | Blancs et nuls | 1 035        | 1,92         | 1 730       | 3,2         |  |
| Exprimés       | Exprimés                   | Exprimés       | 52 882       | 98,08        | 52 314      | 96,8        |  |